# Le Chesnay
Le Chesnay je zahodno predmestje Pariza in občina v osrednjem francoskem departmaju Yvelines regije Île-de-France. Leta 1999 je naselje imelo 28.530 prebivalcev.

## Geografija
Naselje leži v osrednji Franciji severno od Versaillesa, 17 km od središča Pariza.

## Administracija
Le Chesnay je sedež istoimenskega kantona, v katerega je poleg njegove vključena še občina Rocquencourt z 31.748 prebivalci. Kanton je sestavni del okrožja Versailles.

## Znamenitosti
- cerkev sv. Germaina,
- cerkev sv. Antona Padovanskega,
- cerkev Notre-Dame-de-la-Résurrection,
- dvorec Château Aubert